# 桐乡县 (唐朝)
桐乡县，中国唐朝时设置的县。
武德元年（618年）置，治所在今山西省闻喜县东北。属虞州。贞观十七年（643年）废。